# 輪島市立門前中学校
輪島市立門前中学校（わじましりつ もんぜんちゅうがっこう）は、石川県輪島市にある中学校。

## 沿革
- 1947年（昭和22年）4月1日 - 学制改革により櫛比国民学校高等科を改組して門前町立門前中学校が設立。
- 1964年（昭和39年）4月1日 - 門前中学校、浦上中学校、本郷中学校、黒島中学校、諸岡中学校が統合して、門前中学校となる。
- 1997年（平成9年）4月1日 - 剱地中学校を統合する。
- 2002年（平成14年）4月1日 - 七浦中学校を統合する。
- 2006年（平成18年）2月1日 - 門前町が合併して輪島市となり、輪島市立門前中学校に校名を変更する。
- 2024年（令和6年）
  - 1月1日 - 能登半島地震が発生。避難所となった[1]。
  - 1月17日 - 集団移転を希望した本校を含む輪島市内の中学生250人を白山市の施設へ移転（期間約2か月）[2]。
  - 1月24日 - 本校と門前東・門前西の小学校2校の計3校で、門前東小学校を受け入れ先とする形で、授業を再開[3]。

## 統合された学校
- 浦上中学校 - 1947年創立。旧浦上村立。
- 本郷中学校 - 1947年創立。旧本郷村立。
- 黒島中学校 - 1947年創立。旧黒島村立。
- 諸岡中学校 - 1947年創立。旧諸岡村立。
- 剱地中学校 - 1947年創立。旧剱地村立。
- 七浦中学校 - 1947年創立。旧七浦村立。

## 通学区域
- 門前東小学校、門前西小学校の卒業生が通学する。